# Municipio de Patzicía
Municipio de Patzicía är en kommun i Guatemala.   Den ligger i departementet Departamento de Chimaltenango, i den sydvästra delen av landet, 50 km väster om huvudstaden Guatemala City.
Följande samhällen finns i Municipio de Patzicía:
- Patzicía